# Ağası Məmmədov
Ağası Məmmədov –también escrito como Aghasi Mammadov, o en su versión turca, Ağası Agagüloğlu– (Bakú, URSS, 1 de junio de 1980) es un deportista azerbaiyano que compitió para Turquía en boxeo.
Participó en dos Juegos Olímpicos de Verano, obteniendo una medalla de bronce en Atenas 2004, en el peso gallo, y el quinto lugar en Sídney 2000, en el mismo peso.
Ganó dos medallas en el Campeonato Mundial de Boxeo Aficionado, oro en 2003 y plata en 2001, y una medalla de oro en el Campeonato Europeo de Boxeo Aficionado de 2000.

## Palmarés internacional
| Representando a Turquía    |                       |                   |           |
| Campeonato Mundial         |                       |                   |           |
| Año                        | Lugar                 | Medalla           | Categoría |
| 2001                       | Belfast (Reino Unido) | Medalla de plata  | 54 kg     |
| Campeonato Europeo         |                       |                   |           |
| Año                        | Lugar                 | Medalla           | Categoría |
| 2000                       | Tampere (Finlandia)   | Medalla de oro    | 54 kg     |
| Representando a Azerbaiyán |                       |                   |           |
| Juegos Olímpicos           |                       |                   |           |
| Año                        | Lugar                 | Medalla           | Categoría |
| 2004                       | Atenas (Grecia)       | Medalla de bronce | 54 kg     |
| Campeonato Mundial         |                       |                   |           |
| Año                        | Lugar                 | Medalla           | Categoría |
| 2003                       | Bangkok (Tailandia)   | Medalla de oro    | 54 kg     |